# Drago Vresnik
Drago Vresnik, slovenski pisatelj, novinar in publicist, * 1926, Ruta, † 28. maj 1992, Lovrenc na Pohorju.

## Življenje in delo
Drago Vresnik se je rodil leta 1926 na Ruti v Dravski dolini. Pred 2. svetovno vojno je obiskoval klasično gimnazijo v Mariboru, med vojno pa je skupaj z družino sodeloval v NOB. S šestnajstimi leti je šel v partizane, kjer je začel pisati. Po osvoboditvi je delal kot novinar in publicist. Bil je tudi urednik. Ukvarjal se je z literarno reportažo (napisal je več potopisnih reportaž iz Jugoslavije in tujine), feljtoni in humorističnimi zapisi. Diplomiral je na Visoki šoli za sociologijo, politične vede in novinarstvo v Ljubljani.
Napisal je tri mladinske knjige in dva romana. Pretežni del svojega literarnega zanimanja posveča dogodkom iz revolucije ter ljudem in krajem v Dravski dolini ter na Pohorju.

## Nagrade
- Kajuhova nagrada (povest Na bregu)